# Guillaume Amfrye de Chaulieu
Guillaume Amfrye, abate di Chaulieu (Fontenay, 1639 – Parigi, 27 giugno 1720), è stato un poeta francese.
Fu uno dei membri più brillanti della "Società dei libertini". Le sue Poesie (Poésies, edite postume nel 1724), spesso di argomento campestre, rivelano una vena facile e una gradevole musicalità.